# قائمة مصطلحات تشريح العظام
هناك العديد من المصطلحات التشريحية التي تصف العظام، وفي اللغات الأجنبية غالباً ما تكون مستمدة من اليونانية واللاتينية.

## أنواع العظام

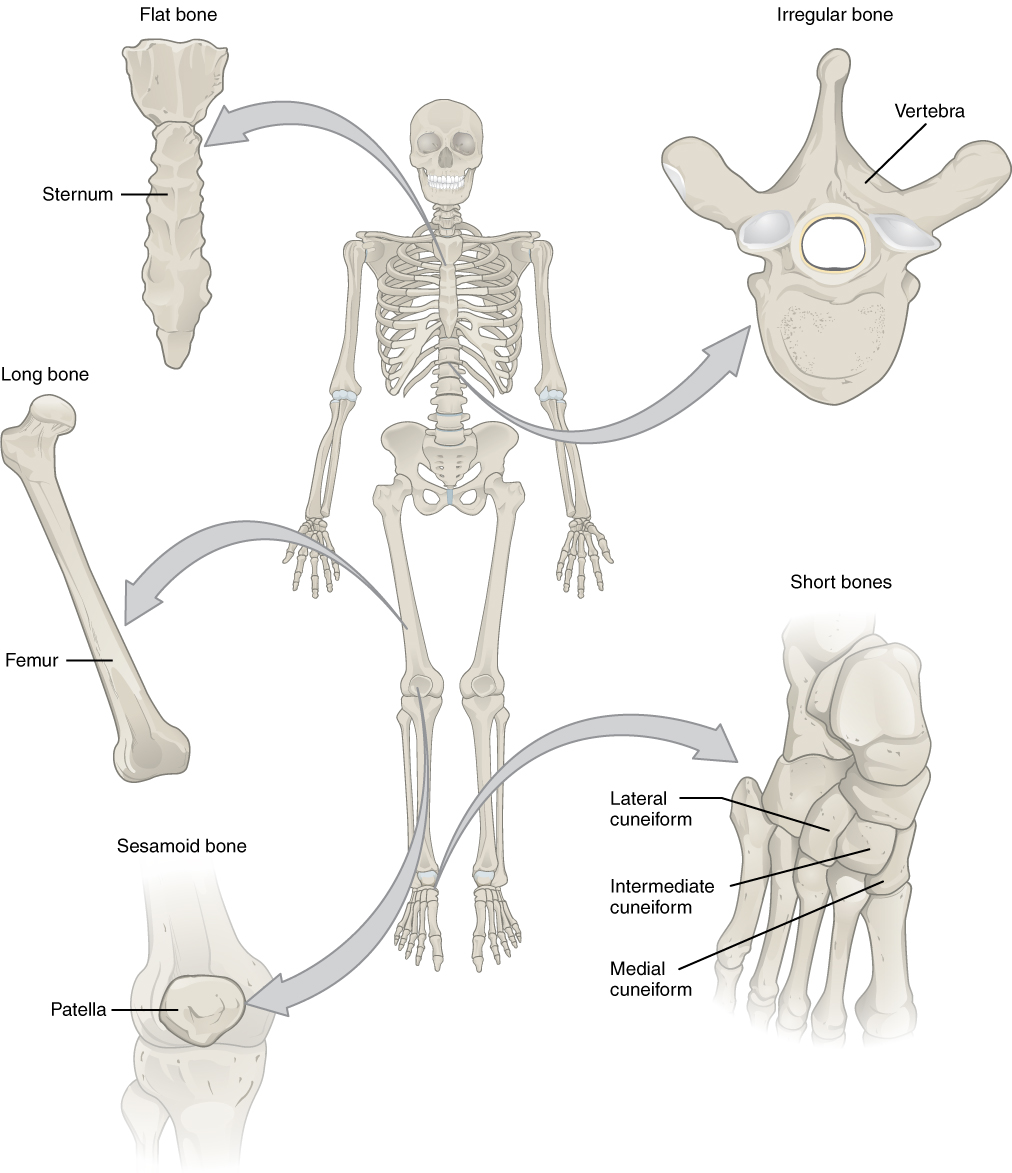
أنواع مختلفة من العظام.

### العظام الطويلة
العظم الطويل (بالإنجليزية: Long bone)‏ هو ما كان اسطوانيّ الشكل، وطوله أطول من عرضه. هذا المصطلح يصف شكل العظم وليس حجمه. تتواجد العظام الطويلة في الذراعين (العضد، عظم الزند وعظم الكعبرة) والساقين (عظم الفخذ، قصبة الساق وعظم الشظية)، وكذلك في الأصابع (العظم السنعي، سُلاَمَياتُ أَصابِعِ اليَد) والقدمين (عظام الأمشاط، سُلاَمَياتُ أَصَابِعِ القَدَمِ). تعمل العظام الطويلة مثل الراوفِعَ (العَتَلَة) وتتحرك عند انقباض العضلات وهي المسئولة عن انتصاب الجسم وطول ارتفاعه.

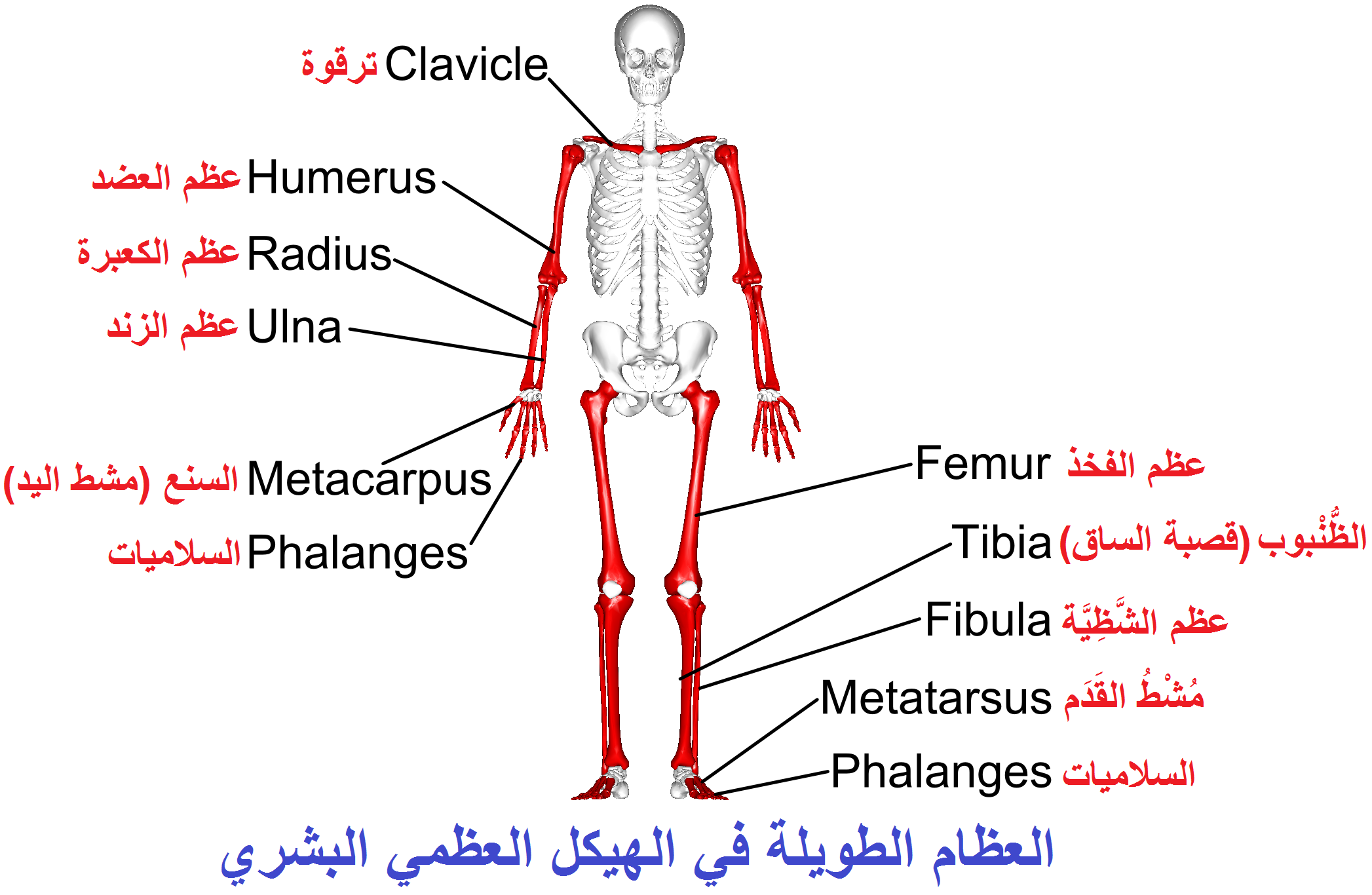

### العظام القصيرة
العظام القصيرة (بالإنجليزية: Short bone)‏ مكعبة الشكل، حيث يتساوى لديها الطول والعرض والسمك تقريبا. العظام القصيرة الوحيدة في الهيكل العظمي البشري تتواجد في كل من عِظامُ الرُّسُغ في المعصمين وعِظامُ الرُّصُغ في الكاحلين. توفر العظام القصيرة التوازن والارتكاز وحركة محدودة.

### العظام المنبسطة
مصطلح «العظم المسطّح» أو «العظم المنبسط» (بالإنجليزية: Flat bone)‏ هو إلى حد ما تسمية خاطئة لأنه على الرغم من أن العظام المسطحة عادة ما تكون رقيقة، إلا أنها لطالما تكون منحنية أيضاً. ومن الأمثلة على ذلك عظام الجمجمة (القحف)، وعظم الكتف (لوح الكتف)، وعظم القص (عظم الصدر)، والأضلاع. العظام المسطحة بمثابة نقاط لارتباط العضلات بها وغالبا ما تحمي الأعضاء الداخلية، وليس لديها تجويف نُخاعِيّ (تَجْويفُ النِّقْي) لأنها رقيقة.

### العظام غير المنتظمة
العظام غير المنتظمة (بالإنجليزية: Irregular bone)‏ لا يكون لها شكل يصنّفها بسهولة وهي صعبة الوصف. هذه العظام تميل إلى أن تكون أشكال أكثر تعقيدا، مثل فقرات الظهر التي تدعم العمود الفقري وتحميه من قوى الانضغاط. الكثير من عظام الوجه، وخاصة تلك التي تحتوي على الجيوب الأنفية تُصنّف كعظام غير منتظمة.

### العظام السمسمانية
العظام السمسمانية (بالإنجليزية: Sesamoid bone)‏ هي عظام مستديرة والصغيرة، وكما يوحي اسمها، تكون على شكل حبة السمسم. تتشكل هذه العظام في الأوتار (أغماد الأنسجة التي تربط العظام إلى العضلات) حيث يكون هناك قدر كبير من الضغط على المفاصل. العظام السمسمانية تحمي الأوتار من خلال مساعدة الوتر على التغلب على قوى الانضغاط. تختلف العظام السمسمية في عددها وموقعها من شخص لآخر ولكن عادة ما تكون موجودة في الأوتار المرتبطة بالقدمين واليدين والركبتين. النوع الوحيد من العظام السمسمية المشتركة بين جميع البشر هي الرضفة (بالإنجليزية: Patella)‏ والتي هي أيضا أكبر العظام السمسمانية.

## النتوءات

### النتوءات المستديرة
- اللُقْمَة (بالإنجليزية: condyle)‏ هي ذلك النتوء المستدير في نهاية العظام، وعادة ما يكون جزءا من المفصل الذي هو ارتباط مع عظم آخر. اللُقَيمَة (بالإنجليزية: epicondyle)‏ هي بروز يقع بالقرب من اللقمة ولا سيما لقيمة العضد الإنسية لعظم العضد. أسماء المصطلحات المذكورة بالإنجليزية مستمدة من اليونانية.
- البَارِزَة (بالإنجليزية: eminence)‏ تشير إلى نتوء صغير نسبياً أو تحدّب، ولا سيما من العظام، مثل البارزة الإنسية للحفرة المعينية (في البطين الرابع للدماغ) (بالإنجليزية: Medial eminence of floor of fourth ventricle)‏.
- الناتِئ (بالإنجليزية: process)‏ يُشير إلى نتوء بارز كبير نسبيا أو تحدب ناتِئ، مثل الطَنَف ولا سيما طنف العجز (بالإنجليزية: sacral promontory)‏.
- الحُدَيبَة (بالإنجليزية: tubercle)‏ والأُحْدوبَة (بالإنجليزية: tuberosity)‏ يُشير إلى نتوء بارز أو تحدب ناتِئ مع سطح خشن. الحديبة عموما أصغر من الأحدوبة. أسماء المصطلحات المذكورة بالإنجليزية مستمدة من اللاتينية من كلمة درنة (باللاتينية: Tuber) بمعنى «تورّم».
- الرَّأدُ أو الفَرْعُ (بالإنجليزية: ramus)‏ يُشير إلى استطالة العظام، مثل الرَّأْد (الفَرْعُ الفَكِّيّ) (بالإنجليزية: Ramus of the mandible)‏ أو الفرع العلوي للعظم العاني (بالإنجليزية: superior ramus of pubis)‏. ويمكن أن يُستخدم أيضا للإشارة إلى الأعصاب، مثل الفرع الإتصالي (بالإنجليزية: Ramus communicans)‏. اسم المصطلح المذكور بالإنجليزية مشتق من كلمة «فرع» (باللاتينية: Ramus).
- الوُجَيهُ (بالإنجليزية: facet)‏ يُشير إلى سطح مفصلي مسطّح صغير، مثل وُجَيهُ التَّرْقُوَة (بالإنجليزية:  clavicular facet)‏.

### النتوءات المدببة
الخط (بالإنجليزية: line)‏ يشير إلى بروز في العظم طويل ورقيق، وغالبا ما يكون مع سطح خشن.
الثَلْم أو الحَرْف (بالإنجليزية: ridge)‏ والعُرْف (بالإنجليزية: crest)‏ يشيران إلى خط طويل وضيق. على عكس العديد من الكلمات المستخدمة لوصف المصطلحات التشريحية بالإنجليزية، فإن مصطلح Ridge (ثلم) مستمد من الانجليزية القديمة (الأنجلوسكسونية) وليس من اللاتينية أو اليونانية.
الشَّوكَةُ (بالإنجليزية: spine)‏، فضلا عن استخدامها للإشارة إلى الحبل الشوكي، فإنها تستخدم أيضاً لوصف نتوء طويل نسبياً ورفيع أو تحدّب.

### النتوءات الخاصة

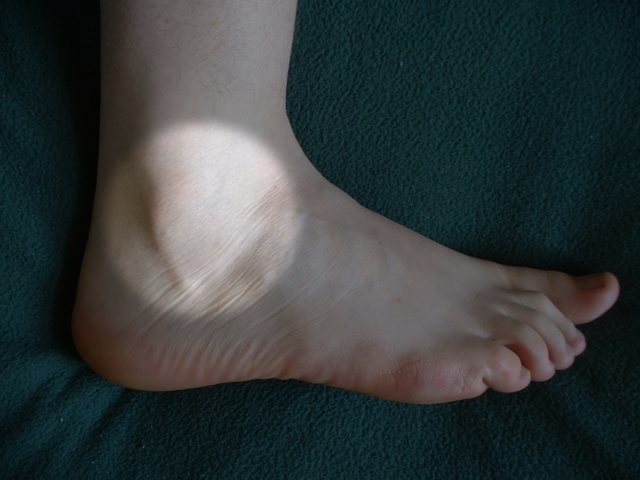
البروز العظمي المضاء في الصورة هو الكَعْبُ malleolus، ويتواجد على كل جانب من جانبي الكاحل.

وتستخدم المصطلحات التالية لوصف ناشِزَة (بالإنجليزية: protuberance)‏ عظمية (أو انتفاخ) في أجزاء معينة من الجسم:
- الكَعْبُ (بالإنجليزية: malleolus)‏ (معناها في اللاتينية: «مطرقة صغيرة») هو ذلك البروز العظمي المتواجد على كل جانب من جانبيّ الكاحل، ويُعرفا باسم الكعب الإنسي والكعب الوحشي. يوجد في كل ساق اثنين من العظام الطويلة: عظم الظنبوب (أو قصبة الساق) (بالإنجليزية: tibia)‏ وتوجد على الجانب الداخلي (الإنسي) من الساق، وعظم الشظية (بالإنجليزية: fibula)‏ وتوجد على الجانب الخارجي (الوحشي) من الساق. الكعب الإنسي هو البروز على الجانب الداخلي (الإنسي) من الكاحل، ويتشكل في النهاية السفلية من عظم الظنبوب (قصبة الساق). الكعب الوحشي هو البروز على الجانب الخارجي للكاحل، ويتشكل في النهاية السفلية من عظم الشظية.
- المَدْوَر (بالإنجليزية: trochanter)‏ هو جزء من عظم الفخذ، تتعلق عليه العضلات. قد يُشير هذا المصطلح إلى المدور الكبير، المدور الصغير، أو المدور الثالث.

## التجاويف

### الفتحات
تُستخدم المصطلحات التالية لوصف الفتحات والتجاويف التي تصل إلى مناطق أخرى:
- الثُقْبَة [الجمع: ثُقَب] (بالإنجليزية: foramen)‏ أي الفتحة، تُشير بشكل خاص إلى تلك الفتحات الموجودة خلال العظام. الُثقب داخل أجسام البشر والحيوانات عادة ما تسمح للعضلات والأعصاب والشرايين والأوردة وغيرها من البنية بالإتصال مع جزء آخر من الجسم.
- النفق أو القناة (بالإنجليزية: canal)‏ هي فتحة عميقة مثل مجرى النفق أو الممر الطويل، يمر فيها عادة الأعصاب الهامة أو الأوعية الدموية.

### مقفولة النهاية
تُستخدم المصطلحات التالية لوصف الفتحات والتجاويف التي لا توصل إلى مناطق أخرى:
- الحُفْرَة (بالإنجليزية:  fossa)‏؛ من الكلمة اللاتينية "fossa"، بمعنى خندق، هو انخفاض أو تجويف، عادة ما يكون في العظام، مثل الحفرة الغدّة النخامية، التي هي انخفاض في العظم الوتدي.
- الصِمَاخ (بالإنجليزية:  meatus)‏ هو قناة قصيرة تفتح إلى جزء آخر من الجسم، مثل فتحة الأذن أو الأنف.[1]
- النُّقْرَةُ [الجمع: نُقَر] (بالإنجليزية:  fovea)‏ هي حُفيرة صغيرة، عادة ما تكون على رأس العظم. المثال الأكثر شهرة للنقرة هي النقرة المركزية، التي تكون على هيئة انخفاض صغير في شبكية العين.

### الجدران
تُستخدم المصطلحات التالية لوصف جدران التجاويف:
- يُشير التِّيهُ (بالإنجليزية:  labyrinth)‏ إلى التيه العظمي والتيه الغشائي، من مكونات الأذن الداخلية، وذلك بسبب بنيتهما الدقيقة والمعقدة.
- يُشير الجَيْب [الجمع: جُيوب] (بالإنجليزية:  sinus)‏ إلى تجويف عظمي، وعادة ما يكون داخل الجمجمة.

## العلاقة مع العظام أخرى

### التمفصل
| نتوء مفصلي   | بروز يتصل بالعظام المجاورة.                        |
| تمفصل        | المنطقة التي تتصل فيها العظام المجاورة - (المفصل). |
| دَرْز (suture) | التمفصل بين عظام الجمجمة.                          |

## ملامح العظام الطويلة

### التشريح الوصفي
توصف العظام عادة بمصطلحات: الرأس والعنق والجَدْل والجسم والقاعدة.
- رأس العظم أو النهاية العُلوية (بالإنجليزية: head)‏ عادة ما تُشير إلى الطرف القريب من العظم.
- جسم العظم أو الجَدْل أو الجذع (بالإنجليزية: shaft)‏ يُشير إلى الأقسام الطولية المُمْتَدّة من العظام الطويلة.
- عنق العظم (بالإنجليزية: neck)‏ هو الجزء الواقع بين رأس العظم وجسم العظم (الجَدْل).
- القاعدة أو النهاية السُفلية (بالإنجليزية: base)‏ هي طرف العظام الطويلة المُقابل لرأس العظم في النهاية الأخرى.

### المناطق الداخلية

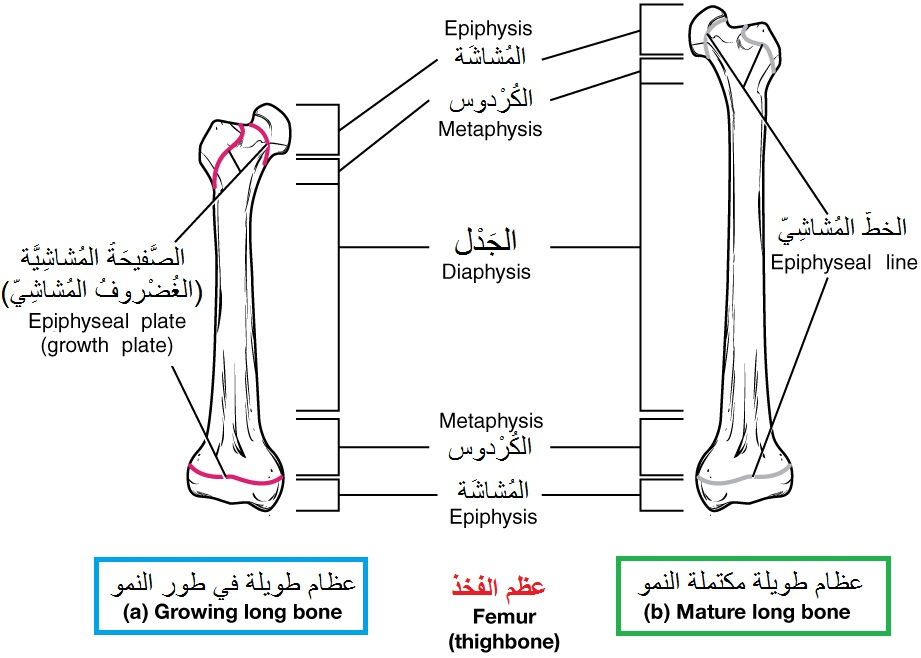
التشريح الوصفي للعظام الطويلة. مثال على عظم الفخذ.

| هيئـــة العظم                                                                 | التعريف |
| ----------------------------------------------------------------------------- | --- |
| جَدْل [الجمع: أجْدال] (الجزء الاسطواني الطويل من العظم) (بالإنجليزية: diaphysis)‏ | هو ذلك الجزء الطويل المستقيم نسبيا من العظام الطويلة. وهو منطقة التعظّم الأساسية. ويُعرف أيضا باسم الجذع أو جسم العظم. |
| مُشاشَة [الجمع: مُشاش] (بالإنجليزية: epiphysis)‏                                  | هي نهاية العظام الطويلة من الطرفين. وهي مناطق التعظم الثانوي. |
| الصَّفيحَةُ المُشاشِيَّة (أو الغُضْروفُ المُشاشِيّ) (بالإنجليزية: epiphyseal plate)‏         | تُعرف أيضا باسم "صَفيحَةُ النُّمُوّ" أو "أُنْمِيَة"، وهي ذلك القسم من العظم الطويل الذي يحدث فيه نموه الطولاني. توجد "صَفيحَةُ النُّمُوّ" في العظام الطويلة على هيئة قرص رقيق من غضروف زجاجي في وضع مستعرض بين المُشاشَة والكردوس. في العظام الطويلة للبشر، تختفي الصفيحة المشاشية عند سن العشرين عاما. |
| كُرْدوس [الجمع: كَراديس] (بالإنجليزية: metaphysis)‏                               | هي تلك المنطقة من العظام الطويلة الواقعة بين المُشاشَة والجَدْل. |

### الداخلي والخارجي

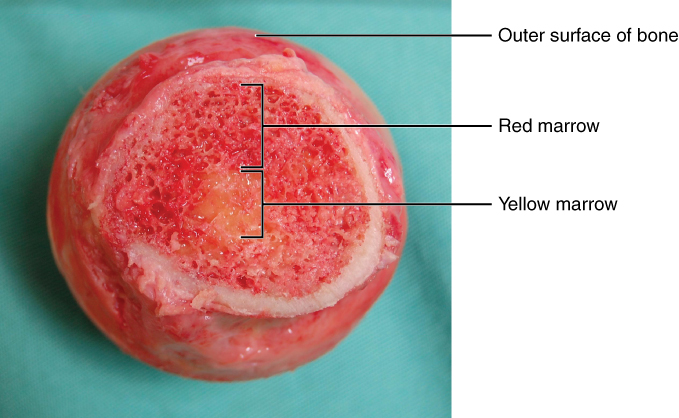
صورة لرأس الفخذ من داخل تبين: السطح الخارجي لعظم رأس الفخذ ، ونخاع العظام الأحمر (الذي يصنّع خلايا الدم الحمراء وخلايا الدم البيضاء والصفائح)، وفي الوسط يظهر نخاع العظام الأصفر (الذي يصنّع الجزيئات الدهنية ويُعتبر مخزناُ للطاقة وإذا تمّ فقد الكثير من الدم يتحول نخاع العظم الأصفر إلى الأحمر فينتج خلايا الدم بديلاً عن المفقود).

قشرة العظم هي الطبقات الخارجية للعظم، والنخاع يتواجد في السطح الداخلي للعظام. النخاع الأحمر الذي يتكون فيه الدم موجود في العظم الإسفنجي وكذلك في تجويف النخاع، بينما النخاع الأصفر الدهني موجود في المقام الأول في تجويف النخاع.

## كتب
J. A. Simpson, ed. (1989). The Oxford English dictionary. Oxford: Clarendon Press. ISBN 978-0-19-861186-8.